# Adeline Records
Adeline Records ist ein 1998 in Kalifornien gegründetes unabhängiges Musiklabel. Es ist im Besitz von Green-Day-Frontmann Billie Joe Armstrong, dessen Frau Adrienne, dem Gitarristen Jason White und dem Profiskateboarder Jim Thiebaud. Adeline Records vertreibt hauptsächlich Punkmusik. Bis 2008 betrieb Adeline Records parallel ein Modelabel namens Adeline Street.

## Musiker und Musikgruppen
Folgende Musiker und Musikgruppen veröffentlichten Tonträger auf dem Label Adeline Records:
- AFI
- Agent 51
- Broadway Calls
- The Criminals
- The Crush
- The Effection
- Emily’s Army
- Fetish
- Fleshies
- The Frisk
- The Frustrators
- Green Day
- The Hours
- The Jours
- The Influents
- Jesse Malin
- Link
- The Living End
- Living with Lions
- Look Mexico
- The Network
- One Man Army
- One Time Angels
- Pinhead Gunpowder
- The Restless Hearts
- Rust Belt Lights
- Save Your Breath
- The Soviettes
- Stickup Kid
- Sublime
- The Thumbs
- Timmy Curran
- toyGuitar
- White Wives